# Nagrada Meša Selimović (Tuzla)
 Ovo je glavno značenje pojma Nagrada Meša Selimović (Tuzla). Za druga značenja pogledajte Nagrada Meša Selimović (Beograd).
Nagrada Meša Selimović, bosanskohercegovačka je književna nagrada za najbolji roman objavljen u prethodnoj godini s područja Bosne i Hercegovine, Hrvatske, Srbije i Crne Gore, dodjeljuje se u Tuzli od 2002. godine. Ime nosi u čast bosanskohercegovačkog književnika Meše Selimovića. 
Nagradu je utemeljila bivša Općina Tuzla 2001. godine na inicijativu Jasmina Imamovića, a dodjeljuje se u okviru književnih susreta "Cum grano salis" u Tuzli. Nagrada se sastoji od skulpture Mastionica i pero koji je rad akademskog kipara Pere Jelisića i novčane nagrade.

## Dobitnici
- 2002.: Marinko Koščec,  Netko drugi (Hrvatska)
- 2003.: Irfan Horozović, Shakespeare u Dar es Salaamu (Bosna i Hercegovina)
- 2004.: Ivica Đikić, Cirkus Columbia (Hrvatska)
- 2005.: Ognjen Spahić, Hansenova djeca (Crna Gora)
- 2006.: Sanja Domazet, Ko plače (Srbija)
- 2007.: Miljenko Jergović, Ruta Tannenbaum (Hrvatska)
- 2008.: Mirko Kovač, Grad u zrcalu (Hrvatska)[1]
- 2009.: Bekim Sejranović, Nigdje niotkuda (Hrvatska)[2]
- 2010.: Mirjana Đurđević, Kaja, Beograd i dobri Amerikanac (Srbija)[3]
- 2011.: Ludwig Bauer, Zavičaj, zaborav (Hrvatska)[4]
- 2012.: Faruk Šehić, Knjiga o Uni (Bosna i Hercegovina)[5]
- 2013.: Milorad Popović, Karnera (Crna Gora)[6]
- 2014.: Ivan Lovrenović, Nestali u stoljeću (Bosna i Hercegovina)[7]
- 2015.: Filip David, Kuća sećanja i zaborava (Srbija)[8]
- 2016.: Slobodan Šnajder, Doba mjedi (Hrvatska)[9]
- 2017.: Andrej Nikolaidis, Mađarska rečenica (Crna Gora/Bosna i Hercegovina)[10]
- 2018.: Semezdin Mehmedinović, Me’med, crvena bandana i pahuljica (Bosna i Hercegovina)[11]
- 2019.: Senka Marić, Kintsugi tijela (Bosna i Hercegovina)[12]
- 2020.: Ivana Bodrožić, Sinovi, kćeri (Hrvatska)[13]
- 2021.: Damir Karakaš, Okretište (Hrvatska)[14]
- 2022.: Bora Ćosić, Bergotova udovica (Srbija)[15]
- 2023.: Kristian Novak, Slučaj vlastite pogibelji (Hrvatska)[16]

## Vanjske povezice
- Cum Grano Salis - Grad Tuzla